# Horst

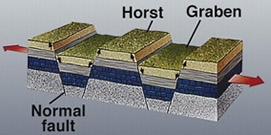
Representação esquemática de uma sucessão de horst e de graben (imagem do USGS).

Horst é a designação dada em geologia estrutural e em geografia física a um bloco de território elevado em relação ao território vizinho, devido ao movimento combinado de placas geológicas paralelas, cujo movimento provoca o rebaixamento de terrenos vizinhos de elevação de uma faixa de elevação entre elas.
A palavra horst provém da língua alemã e significa ninho de águia ou colina alcantilada. Tal estrutura pode ser também conhecida como pilar.

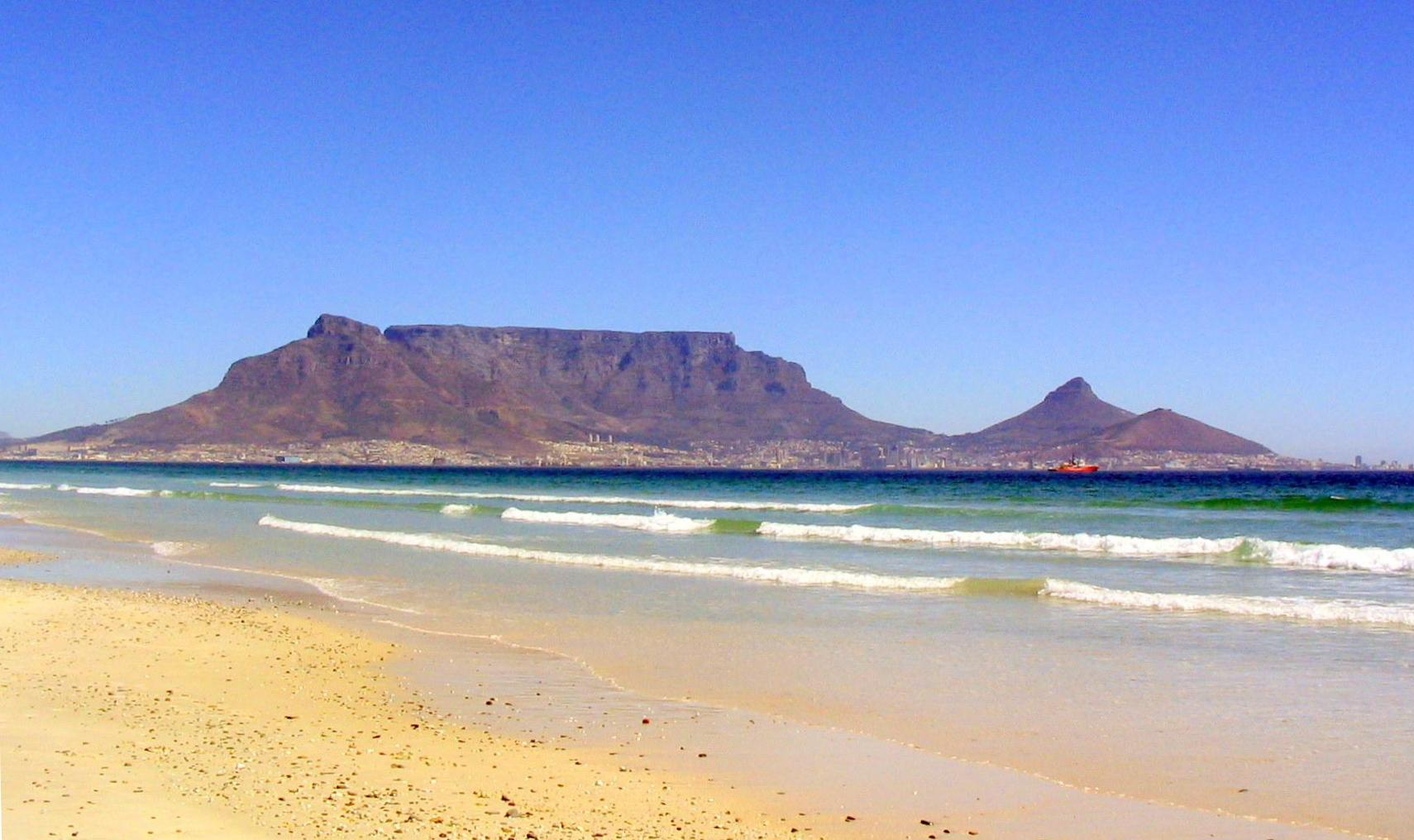
Montanha da Mesa, África do Sul

O território que forma o horst eleva-se devido ao movimento combinado de falhas geológicas paralelas, ou relativamente paralelas, cujo movimento provoca o afundamento dos terrenos vizinhos ou a elevação de uma faixa de terreno entre elas (ver esquema ao lado). Os horst tendem assim a ser faixas alongadas de terreno (que podem ter centenas de quilómetros de comprimento) elevado em relação ao território vizinho, do qual estão separadas por escarpas de falhas normais. É frequente os horst fazerem parte de estruturas tectónicas complexas, em que se alternam com graben e múltiplas falhas.
Tal origem, e o facto de tenderem a ter um topo relativamente aplanado marcado por escarpas íngremes, leva a que essas formações sejam por vezes designadas de mesetas ou montanhas bloco (um exemplo é a famosa Montanha da Mesa nos arredores da Cidade do Cabo, África do Sul). Outros exemplos são as colinas dos Vosges, em França, e da Floresta Negra, na Alemanha.
Em Portugal, a pequena unidade estrutural denominada de Maciço Marginal de Coimbra representa um dos melhores exemplos daquilo a que podemos chamar de horst no território do país.